# Воинские звания на Коморах
Воинские звания на Коморах являются военными знаками отличия, используемыми Вооруженными силами Комор.

## Общие данные
Военные и силы безопасности на Коморах состоят из:
- Национальной армии развития (фр. l'Armee Nationale de Developpement, AND): Силы обороны Коморских островов (фр. Force Comorienne de Defense, FCD), включая жандармерию);
- Министерство внутренних дел: Береговая охрана, Федеральная полиция, Национальное управление территориальной безопасности[1].

Численность личного состава вооруженных сил и служб безопасности по состоянию на 2023 год составляет примерно 600 военнослужащих Сил обороны и около 500 федеральных полицейских.
Силы обороны Комор включают в себя сухопутные подразделения, Военно-воздушные силы, включающие в себя вместе с полицейскими 10 воздушных судов, а Военно-морские силы имеют 2 патрульных катера Йямаури.
Национальное управление территориальной безопасности осуществляет надзор за таможней и иммиграцией.

## Офицерский состав
Знаки отличия для офицеров армии, военно-морского флота и военно-воздушных сил соответственно.

### Звания и знаки различия Офицерского Состава

Второй лейтенант
Лейтенант
Капитан
Команданте
Лейтенант-полковник
Полковник
Бригадный генерал
Дивизионный генерал

## Призывной и контрактный состав
Знаки отличия для военнослужащих армии, военно-морского флота и военно-воздушных сил соответственно.

### Воинские звания и знаки различия Младшего Состава

Солдат
Солдат 1-го класса
Капрал
Капрал-шеф
Сержант
Сержант-шеф
Уорент-офицер
Уорент-офицер-шеф